# Lydia Koidula
Lydia Emilie Florentine Jannsen, conocida como Lydia Koidula (Vana-Vändra, Estonia, 24 de diciembre de 1843 - Kronstadt, Rusia 11 de agosto de 1886), fue una poeta y prosista estonia. Es considerada la precursora de la dramaturgia de Estonia.

## Biografía
Lydia Emilie Florentine Jannsen nació en Vana-Vändra, condado de Pärnu, durante el gobierno de Livonia. En 1850, la familia se trasladó a la capital del condado cerca de Pärnu. En 1857, su padre fundó el primer periódico local en lengua estonia. En Pärnu, la joven Lydia asistió a la escuela de Estudios de Gramática Alemana (Liceo Alemán). En 1864, la familia Jannsen se trasladó a la ciudad universitaria de Tartu, la ciudad más liberal de Estonia. El espíritu nacionalista, reivindicador de la cultura y lengua autóctonas en algunas tierras supeditadas al Imperio ruso, era un asunto muy espinoso en aquel entonces; sin embargo, durante el reinado liberal del zar Alejandro II (1855-1881), el padre de Lydia Koidula, Johann Voldemar Jannsen, se las ingenió para lograr persuadir a la censura de entonces con la publicación del primer diario en lengua estonia, llamado Postimees (El cartero). Lydia ayudaba a su padre con la edición de aquel diario y con el de otro boletín informativo de carácter local, El cartero de Pärnu (Perno postimees); en ambos empezó a escribir sus versos, generalmente en alemán.
El nombre de Koydula (en estonio, ‘amanecer’) fue acuñado por Carl Robert Jakobson, un intelectual conocido de la familia y figura importante del Despertar nacional, período de mayor esplendor cultural de la historia de Estonia, sucedido entre mediados del siglo XIX y primer cuarto del siglo XX. En 1873, se casó con un estudiante letón de la Universidad de Tartu, Edward Michelson. Koidula y su esposo se trasladaron a Kronstadt, donde él trabajó como médico militar. En su estancia en Kronstadt, predominan en su poesía poemas elegíacos, poemas al amor y a la naturaleza. En 1874 nació su primer hijo, Hans Waldemar; dos años más tarde nació su hija, Hedwig, y en 1878, en Viena, nació su segunda hija, Ana. Entre 1876 y 1878, la familia Michelson viajó a ciudades como Breslau, Estrasburgo y Viena.
Murió el 11 de agosto de 1886 tras una larga y dolorosa enfermedad.

## Obra e influencia
Koidula fue una persona muy importante de la poesía de su tiempo, un bardo romántico de la patria. Su obra más importante, Emajõe Ööbik (Ruiseñor de Emajõgi), fue publicada en 1867, en pleno período del denominado Despertar nacional, período en el que los sentimientos de espíritu nacional y de aspiración a la creación de un nuevo país comenzaron a ser más flagrantes. Esta obra es un claro exponente poético de trato melódico y sensual que converge, al mismo tiempo, con su lado más patriótico o de amor a la patria. Además de ser una constante en su obra el sentimiento de exaltación nacional, la cultura balto-alemana tuvo un peso especial en Koidula y, en especial, el movimiento artístico alemán Biedermeier.
A lo largo de su vida, tradujo importantes obras escritas de la poesía y de la prosa sentimental alemanas con tinte biedermeirano. Los temas poéticos que aparecen en su libro Vainulilled (Flores de praderas, de 1866) presentan una clara influencia de aquel movimiento artístico cultural alemán.
La importancia de la poesía de Koidula no radica en el tipo de verso poético sino en el desatado y explosivo uso de la lengua estonia, como medio de descarga emocional poética que va desde lo más afectivo e intimista, como con los poemas «Meie kass» («Nuestro gato») o con «Head ööd» («Buenas noches»), hasta lo reivindicativo, como con «Mo isamaa, nad olid matnud» («Mi patria, ellos te enterraron»).
Además de poetisa y prosista, Koidula destaca por ser la precursora del teatro de Estonia por sus primeras obras teatrales durante su actividad intelectual y colaboradora en la asociación cultural Vanemuine (Vanemuine selts), en Tartu, cuyo objetivo era fomentar y desarrollar la cultura estonia. Cabe mencionar algunas de sus obras teatrales como: Saaremaa onupoeg (El sobrino de Saaremaa) y Säärane mulk (El hacendado palurdo). Con estas dos obras sentó las bases del teatro estonio. El teatro de Koidula, de lenguaje sencillo y siempre con un fin didáctico a las clases populares de su tiempo, estuvo marcado por la influencia del filósofo y dramaturgo Gotthold Ephraim Lessing (1729-1781).
Durante su vida de creación literaria, Koidula se vio influida por las obras de poetas y escritores extranjeros. En total, llegó a escribir cuatro obras de teatro, siete artículos, ochenta y seis obras en prosa y más de trescientos poemas.
Su último poema escrito fue «Enne surma- Eestimaale!» («Antes de morir, ¡por Estonia!»).
- Datos: Q237056
- Multimedia: Lydia Koidula / Q237056